# Thé en Birmanie
En Birmanie, le thé n'est pas seulement bu, mais aussi consommé sous forme de lahpet, mariné et servi avec divers accompagnements,. Il est appelé lahpet so (thé mouillé) en contraste avec le lahpet chauk (thé sec) ou akyan jauk (brut sec) avec lequel le thé vert, appelé yeinway jan ou lahpet yeijan, est fait. Dans l'État shande Birmanie, où se situent la plupart des plantations de thé et dans l'État Kachin, le thé brut est rôti dans une poêle puis arrosé d'eau bouillante pour faire du thé vert. C'est la boisson nationale de ce pays à prédominance bouddhiste n'ayant pour autre boisson que le vin de palme. Le thé sucré avec du lait est appelé « lahpet yeijo » et il est fait avec du acho jauk (thé doux et sec) ou du thé noir. C'est une boisson très populaire, bien que les classes moyennes semblent lui préférer le café la plupart du temps.
Le thé a été introduit en Birmanie par des immigrants indiens, dont certains ouvrirent des salons de thé appelés « kaka hsaing », qui évoluèrent en « lahpetyei hsaing » (salon de thé).

## Nexus social
La culture de la rue en Birmanie est en fait une culture du thé du fait que la plupart des gens, surtout des hommes mais aussi des femmes et des familles, flânent dans les boutiques de thé en lisant le journal ou bavardent avec des amis, échangent les nouvelles, les ragots et les blagues, autour de tasses de thé indien servi avec une variété de gâteaux à la crème au youtiao. Le thé vert est habituellement la première chose à être servie (gratuitement) après qu'un client se soit assis à une table dans tous les restaurants et salons de thé.
Les bars et les clubs restent minoritaires jusqu'à présent. Les salons de thé se trouvent partout, du plus petit village aux grandes villes dans chaque quartier. Ils sont ouverts à partir de l'aube pour le petit-déjeuner jusque tard dans la soirée, et certains sont ouverts en permanence pour les conducteurs et voyageurs de longue distance. L'un des salons de thé les plus populaires de Rangoun à la fin des années 1970 était appelé « Shwe Hleiga » (escalier d'or) par les locaux car c'était juste un trottoir en retrait de la rue, avec des tables basses et tabourets pour les clients, au fond d'une cage d'escalier du centre-ville. Les principaux arrêts de bus et des terminaux, ainsi que les marchés ont plusieurs salons de thé. Des vendeurs ambulants sautent à bord des trains avec des bouilloires de thé géantes pour en vendre aux passagers assoiffés.

## Lahpet

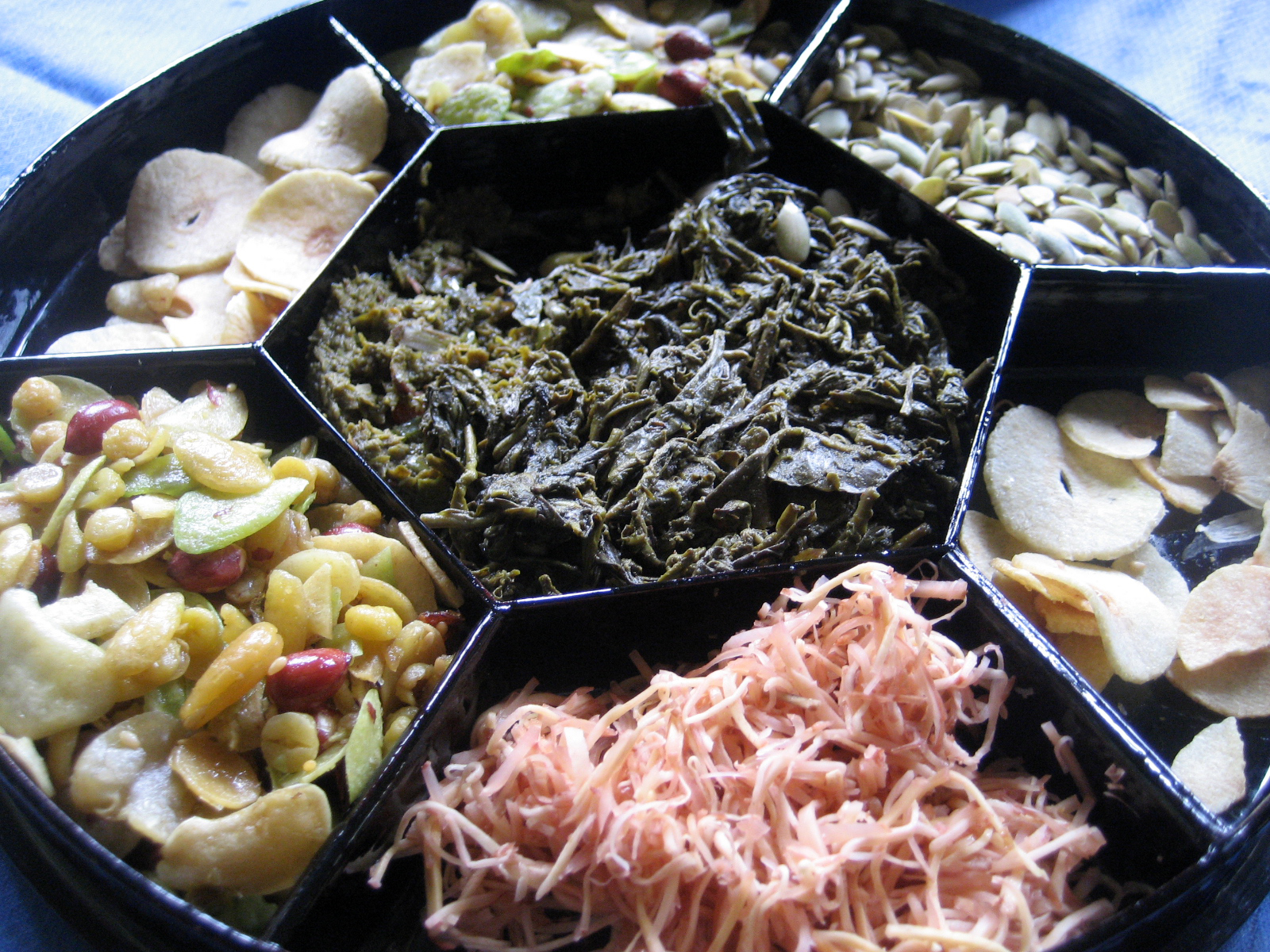
Lahpet servi dans un plat laqué.

Le lahpet (thé mariné) est servi d'une des deux façons suivantes :
1. le a-hlu lahpet ou lahpet de Mandalay est servi à l'assiette ou traditionnellement dans un plat laqué appelé « lahpet ohk » avec un couvercle et divisé en petits compartiments : le thé mariné avec de l'huile de sésame dans le compartiment central et d'autres ingrédients, tels que de l'ail frit croustillant, des pois, des arachides, du sésame grillé, des crevettes séchées, du gingembre râpé ou de la noix de coco frite dans les compartiments autour. Il peut être servi comme collation ou après un repas accompagné de thé vert pour les occasions spéciales ou simplement pour partager en famille ou avec des visiteurs. « A-hlu » signifie l'« aumône ». Une invitation à la cérémonie du shinbyu est traditionnellement donnée par appel du porte-à-porte avec un lahpet ohk, et l'acceptation est indiquée immédiatement par le participant.
2. Le lahpet thouk ou laphet de Rangoun est une salade de thé très populaire dans toute la Birmanie, particulièrement apprécié par les femmes ; il figure sur le menu de certains salons de thé, ainsi que sur celui des restaurants birmans. Il est préparé en mélangeant tous les ingrédients de a-hlu lahpet excepté la noix de coco, avec en plus des tomates fraîches, de l'ail et du piment vert. La salade est assaisonnée avec du nuoc-mâm, de l'huile de sésame ou de l'huile d'arachide et un peu de lime[3],[4].